# Национальный комитет по исследованию БРИКС
Национальный комитет по исследованию БРИКС (НКИ БРИКС) — некоммерческое партнерство, созданное в 2011 году в целях исполнения утверждённого Президентом Российской Федерации 24 мая 2011 года плана мероприятий по реализации договоренностей, достигнутых на саммите БРИКС в Санья (КНР).

## Описание
Создание Национального комитета по исследованию БРИКС рассматривается как важный шаг «в направлении создания наукоемких направлений и высокотехнологичного базиса развития экономики для России и других стран БРИКС». Основной целью НКИ БРИКС заявлена «организация и проведение исследований о роли и месте стран БРИКС и других „восходящих держав“ в мировой политике и экономике», а также формирование «единого информационного поля в области отечественных исследований БРИКС и продвижению российской позиции и экспертных оценок на международной арене».
Руководство партнёрством осуществляет Научный Совет, координирующий исследовательскую работу, и Правление. Председателем правления НКИ БРИКС является Вячеслав Алексеевич Никонов, председатель правления Фонда «Русский мир» и председатель Комитета по образованию Государственной думы. Исполнительным директором назначен Георгий Давидович Толорая, председателем Президиума Научного совета НКИ БРИКС — Титаренко Михаил Леонтьевич, его заместителем — Давыдов Владимир Михайлович. В Президиум Научного совета НКИ БРИКС вместе с Титаренко и Никоновым входят также Торкунов А. В., Рябков С. А., Луков В. Б. и Дынкин А. А.
Комитет имеет в своём распоряжении экспертную базу, в которую входят российские специалисты в области дипломатии, внешней и внутренней политики, экономики и финансов.
С марта 2013 года Национальный комитет по исследованию входит в Совет экспертных центров (СЭЦ) БРИКС. Совет был создан в соответствии с решением, принятым лидерами стран БРИКС на IV саммите. Соответствующий документ был подписан во время V Академического Форума БРИКС, проходившего в Дурбане (ЮАР). Помимо НКИ БРИКС в Совет входят Институт прикладных экономических исследований (Instituto de Pesquisa Economica Aplicada — IPEA, Бразилия), Наблюдательно-исследовательский фонд (Observer Research Foundation — ORF, Индия), Китайский центр современных мировых исследований (China Centrefor Contemporary World Studies — CCCWS, Китай), Исследовательский совет гуманитарных наук (Human Sciences Research Council — HSRC, ЮАР).
СЭЦ регулярно проводит заседания и консультации, а также академические форумы, которые «не просто осуществляют экспертно-аналитическую деятельность в пятистороннем формате, но и представляют собой мобильную платформу взаимодействия национальных координаторов стран БРИКС с целью обмена идеями и их согласованного продвижения в рамках объединения и вовне». От России соответствующую координацию осуществляет НКИ БРИКС.

## Деятельность комитета
В компетенцию НКИ БРИКС входят такие виды деятельности как экспертное сопровождение внешней и внешнеэкономической политики России в БРИКС, участие в мероприятиях, связанных с БРИКС, издательская деятельность, поддержка молодых исследователей и иные виды деятельности.
В 2014 году НКИ БРИКС поддержал инициативу о создании Молодёжного Экспертного Сообщества стран БРИКС («BRICS YES!»), основными целями которой заявлены «консолидация позиции будущих лидеров пяти стран, укрепление сотрудничества в рамках объединения посредством молодёжной дипломатии, научного обмена и политического диалога молодых ученых ведущих развивающихся стран мира».
В 2015 г. НКИ БРИКС выступал главным организатором Седьмого Академического форума БРИКС, проходившего в Москве.

## Санкции
22 сентября 2023 года, на фоне вторжения России на Украину, Национальный комитет по исследованию БРИКС включён в санкционный список Канады против организаций причастных к депортации украинских детей в Россию, а также за создание и распространение дезинформации и пропаганды.